# كاثرين هانسون
كاثرين هانسون (بالسويدية: Catherine Hansson)‏ هي ممثلة سويدية، ولدت في 26 مارس 1958 بمالمو في السويد.

## وصلات خارجية
- كاثرين هانسون على موقع IMDb (الإنجليزية)
- كاثرين هانسون على موقع قاعدة بيانات الأفلام السويدية (السويدية)
- كاثرين هانسون على موقع قاعدة بيانات الفيلم (الإنجليزية)